# Мортероне
Мортероне (итал. Morterone) је насеље у Италији у округу Леко, региону Ломбардија.
Према процени из 2011. у насељу је живело 2 становника. Насеље се налази на надморској висини од 1047 м.

## Становништво
| 1931. | 1936. | 1951. | 1961. | 1971. | 1981. | 1991. | 2001. | 2011. |
| ----- | ----- | ----- | ----- | ----- | ----- | ----- | ----- | ----- |
| 385   | 244   | 279   | 118   | 91    | 37    | 31    | 33    | 34    |

## Партнерски градови
- Brumano